# Unité urbaine de Joinville
L'unité urbaine de Joinville est une unité urbaine française centrée sur la commune de Joinville, dans le département de la Haute-Marne, en région Grand Est.

## Données générales
Dans le zonage réalisé par l'Insee en 2010, l'unité urbaine était composée de cinq communes.
Dans le nouveau zonage réalisé en 2020, elle est composée des cinq mêmes communes. 
En 2022, avec 4 865 habitants, elle représente la 4e unité urbaine du département de la Haute-Marne.
En 2022, sa densité de population s'élève à 104 hab/km2. Par sa superficie, elle représente 0,75 % du territoire départemental et, par sa population, elle regroupe 2,86 % de la population du département de la Haute-Marne.

## Composition 2020 de l'unité urbaine
Elle est composée des cinq communes suivantes :
| Nom                      | Code Insee | Département | Statut       | Superficie (km2) | Population (dernière pop. légale) | Densité (hab./km2) | Modifier                                    |
| ------------------------ | ---------- | ----------- | ------------ | ---------------- | --------------------------------- | ------------------ | ------------------------------------------- |
| Joinville (ville-centre) | 52250      | Haute-Marne | ville-centre | 18,94            | 2 944 (2022)                      | 155                | modifier les données · modifier les données |
| Rupt                     | 52442      | Haute-Marne | banlieue     | 6,53             | 351 (2022)                        | 54                 | modifier les données · modifier les données |
| Suzannecourt             | 52484      | Haute-Marne | banlieue     | 4,60             | 361 (2022)                        | 78                 | modifier les données · modifier les données |
| Thonnance-lès-Joinville  | 52490      | Haute-Marne | banlieue     | 11,33            | 703 (2022)                        | 62                 | modifier les données · modifier les données |
| Vecqueville              | 52512      | Haute-Marne | banlieue     | 5,22             | 506 (2022)                        | 97                 | modifier les données · modifier les données |

## Évolution démographique
| 1968  | 1975  | 1982  | 1990  | 1999  | 2010  | 2015  | 2022  |
| ----- | ----- | ----- | ----- | ----- | ----- | ----- | ----- |
| 6 886 | 6 945 | 7 083 | 7 031 | 6 585 | 5 726 | 5 333 | 4 865 |

#### Données générales
- Unité urbaine en France
- Aire d'attraction d'une ville
- Liste des unités urbaines de France

#### Données démographiques en rapport avec l'unité urbaine de Joinville
- Aire d'attraction de Joinville
- Arrondissement de Saint-Dizier

#### Données démographiques en rapport avec la Haute-Marne
- Démographie de la Haute-Marne